# Steve Harris
Steve Harris, angleški glasbenik, * 12. marec 1957, Leytonstone, London, Anglija.
Harris je basist, ustanovitelj in besedilopisec heavy metal skupine Iron Maiden.